# CAMP (azienda)
CAMP, detta anche C.A.M.P. o Camp, acronimo di Costruzione Articoli Montagna Premana, è un'azienda italiana che produce materiali per gli sport di montagna, arrampicata, alpinismo, escursionismo, speleologia, e per la sicurezza sul lavoro.
CAMP fa parte di CAMP Group, insieme ai marchi Cassin e CAMP Safety, che commercializza materiali per antinfortunistica e sicurezza sul lavoro.

## Storia

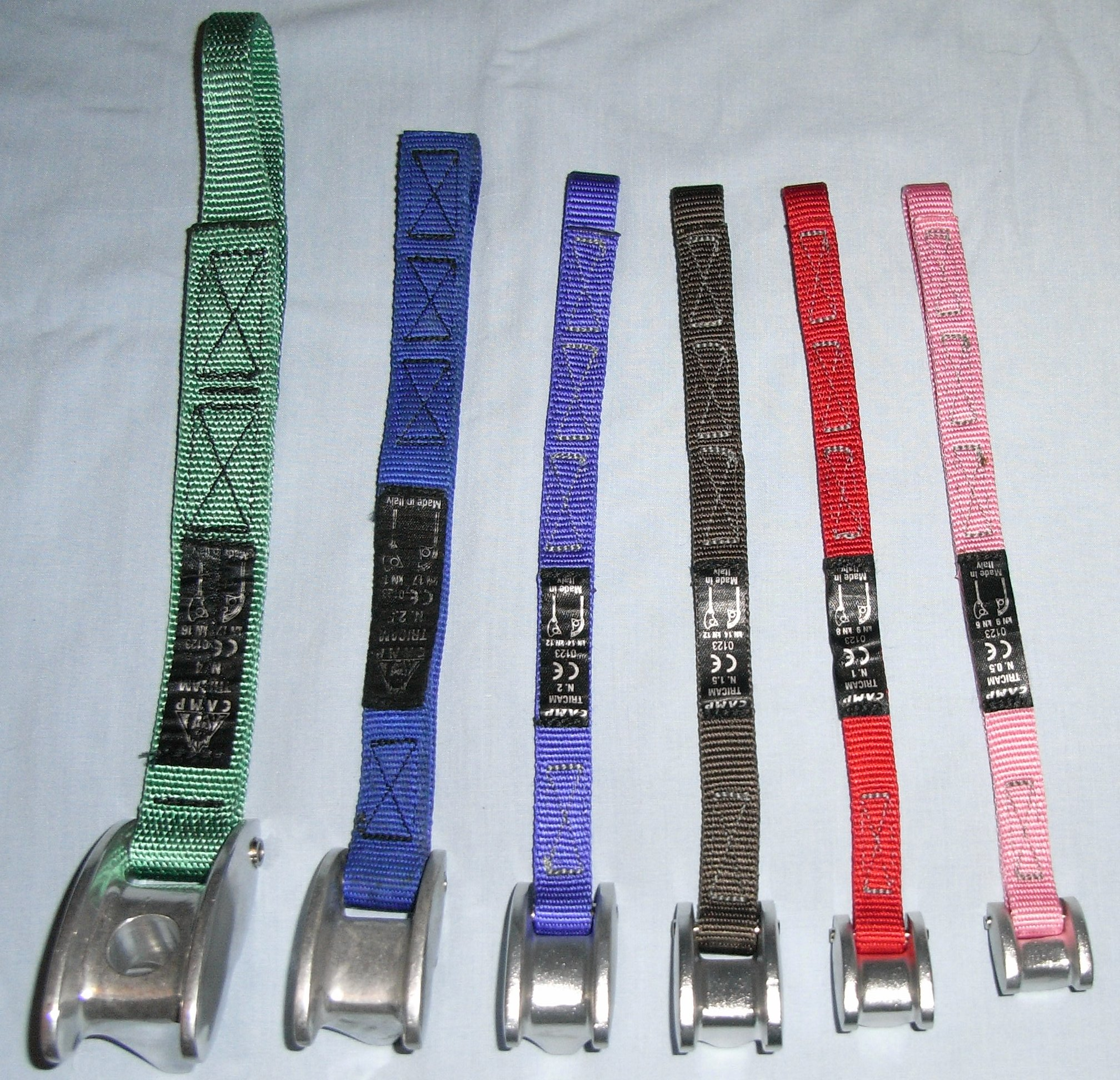
Set di Tri Cam CAMP

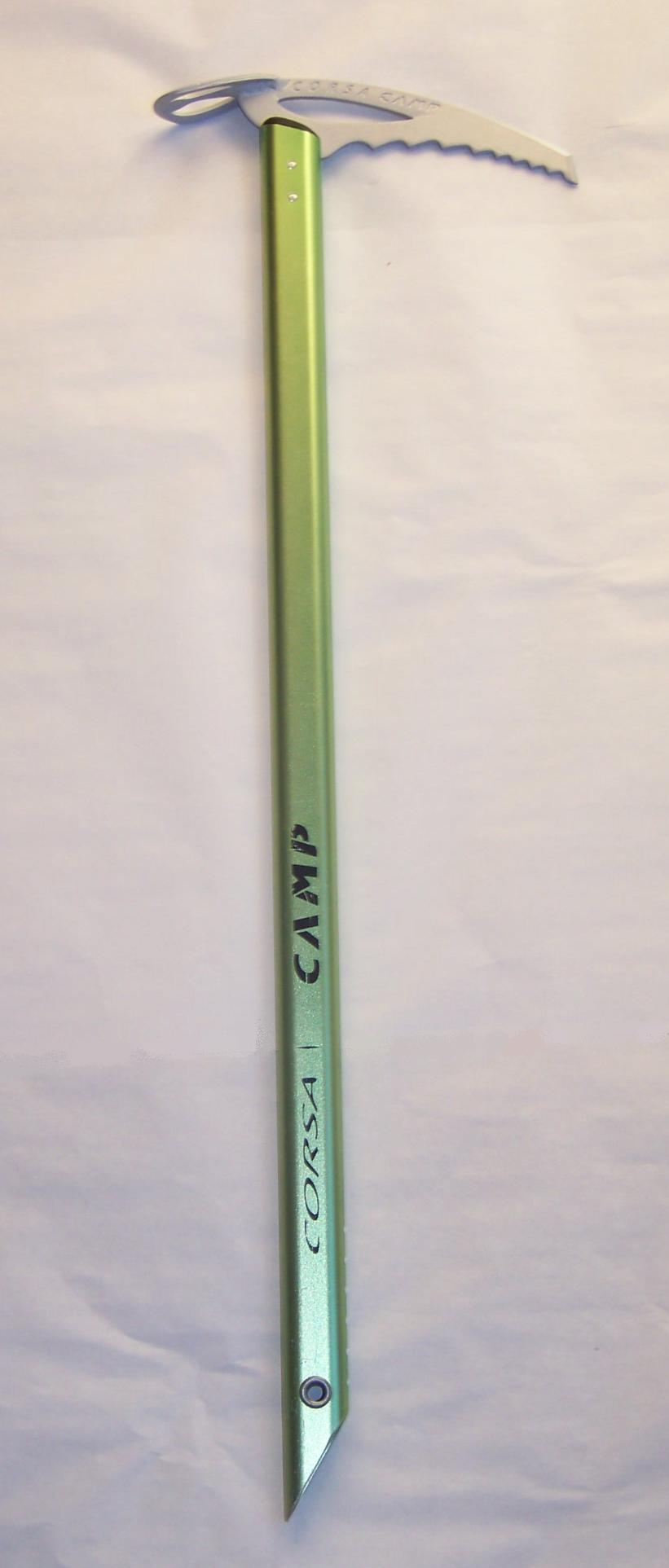
Piccozza Corsa CAMP

L'azienda è guidata fin dalle origini dalla famiglia Codega. Nel 1889 Nicola Codega apre la prima officina a Premana, in località Petech, dove effettuava la lavorazione del ferro per utilizzo domestico.
Il lavoro dell'azienda viene continuato dal figlio Antonio Codega. Nel 1920, su richiesta dello zio Rocco, ex-ufficiale degli Alpini, la CAMP produce tremila piccozze per l'esercito. La produzione si sposta quindi verso l'attrezzatura da montagna, soprattutto in seguito alla collaborazione con l'alpinista italiano Riccardo Cassin.
La terza generazione Codega, composta da Orazio, Nicolino, Samuele e Benedetto, continua la collaborazione con gli alpinisti, in particolare con i fratelli Lowe, Renato Casarotto, Jerzy Kukuczka e Patrick Gabarrou. Ed è Orazio ad avviare l'internazionalizzazione dell'azienda che arriverà ad avere un export del 70%.
Negli anni '90 entra in azienda la quarta generazione Codega composta da Eddy, Antonio, Paolo, Giovanni, Isacco ed Andrea. Nel 1997 l'azienda acquisisce il marchio Cassin. L'azienda si specializza inoltre nel ramo dei prodotti per la sicurezza sul lavoro, con il marchio CAMP Safety.